# Gökhan Inler
Gökhan Inler (født d. 27. juni 1984) er en schweizisk professionel fodboldspiller, som spiller for den tyrkiske Süper Lig-klub Adana Demirspor.

## Klubkarriere

### Tidlige karriere
Inler startede sin karriere hos Basel. Han skiftede i 2005 til Aarau og til Zürich i 2006. Inler vandt to schweiziske mesterskab med Zürich.

### Udinese
Inler skiftede i juli 2007 til Udinese. Inler var over de næste år en fast del af Udineses mandskab.

### Napoli
Inler skiftede i juil 2011 til Napoli.
Inler var del af Napoli holdene som vandt Coppa Italia i 2012 og 2014 i sin tid i Napoli.

### Leicester City
Inler skiftede i august 2015 til Leicester City. Han fik dog ikke meget spilletid i England, men var stadig del af holdet da Leicester imod alle odds vandt Premier League i 2016.

### Beşiktaş
Inler skiftede i august 2016 til Beşiktaş. Inler var med da de vandt den tyrkiske liga i 2016-17.

### İstanbul Başakşehir
Inler skiftede til İstanbul Başakşehir i juli 2017. Inler var med da de vandt den tyrkiske liga i 2019-20.

### Adana Demirspor
Inler skiftede til Adana Demirspor i september 2020. Inler var med da holdet vandt 1. Lig, den næstebedste tyrkiske række.

## Landshold
Inler er født i Schweiz af Tyrkiske forældre, og kunne derfor repræsentere begge lande.

### Ungdomslandshold
Inler har repræsenteret både Schweiz og Tyrkiet på U/21-niveau.

### Seniorlandshold
Inler endte dog med at vælge Schweiz' landshold, som han debuterede for den 2. september 2006 i en venskabskamp mod Venezuela.
Han var en del af landets trup til både EM i 2008 på hjemmebane, samt til VM 2010 i Sydafrika og VM 2014 i Brasilien.

## Titler

### Zürich
- Schweiziske Super League: 2005-06, 2006-07.

### Napoli
- Coppa Italia: 2011-12, 2013-14.
- Supercoppa italiana: 2014

### Leicester City
- Premier League: 2015-16.

### Beşiktaş
- Süper Lig: 2016-2017.

### İstanbul Başakşehir
- Süper Lig: 2019-2020.

### Adana Demirspor
- 1. Lig: 2020-21.